# Bazen Azuri
Bazen Azuri (ukrajinsko: Басейн Лазурний; rusko: Бассейн Лазурный) je eden izmed zaprtih bazenov v zapuščenem mestu Pripjat v Ukrajini, ki ga je leta 1986 prizadela jedrska nesreča v Černobilu.
Bazen je bil zgrajen v začetku sedemdesetih let dvajsetega stoletja, v času ustanovitve Pripjata. Bazen je bil v uporabi do leta 1998, še 12 let po Černobilski nesreči. V teh 12 letih so bazen uporabljali predvsem likvidatorji iz Černobila. Kopališče danes velja za eno najčistejših mest v Pripjatu. Od zaprtja leta 1998 je bazen in sosednje pokrito košarkarsko igrišče zapuščeno in propadlo.